# Ajuntament de Parets del Vallès
La casa del comú o de la Vila és un edifici de Parets del Vallès (Vallès Oriental). És l'actual Ajuntament del poble, on resideixen les oficines centrals i el despatx de l'alcalde. És una obra protegida com a bé cultural d'interès local.

## Descripció
Edifici d'estètica neoromànica en cantonada, aixamfranat, alineat a dos vials. L'edificació es distribueix en planta baixa, pis i dues plantes a la cantonada. La coberta és composta, els cossos laterals es cobreixen amb teula àrab amb el carener paral·lel a la façana, el cos del xamfrà a manera de torre es cobreix amb coberta plana, limitada per una barana de merlets recolzada en una potent cornisa de coronament de la torre. Les façanes estan compostes segons eixos verticals, amb finestres geminades.
La torre, de tres façanes, té un eix amb buits de proporcions verticals amb arcs de punt rodó en cada cara, on hi ha dues esquelles forjades de l'any 1863 que s'havien utilitzat a l'antiga Indústria la Linera i eren originaries de l'Església de Sant Esteve que es va cremar durant la Guerra Civil Espanyola. Les golfes de la torre compten amb un matacà defensiu.
En la planta pis destaca un balcó corregut al llarg de les tres cares amb barana de ferro forjat de brèndoles verticals. En l'eix central hi ha la portalada de mig punt adovellat que és l'entrada principal en planta baixa, presidit per un gran balconer en la planta pis i a sobre un rellotge d'agulles, fabricat per la prestigiosa marca Viuda de Angel Perea (Miranda de Ebro) i l'escut del municipi de Parets.
Les façanes són de carreus de pedra de Folgueroles (color verd-gris), els cossos laterals amb finestres de tipus neo-romànic, te columnes, capitells, i aros lobulats.

## Història
Es va construir l'any 1949, a partir del projecte de l'arquitecte Joaquin José Garcia de Alcañiz que era l'arquitecte oficial de l'Ajuntament de Granollers en aquella època, i ja havia dissenyat algunes cases a l'eixample de Parets, com Villa Helga o l'església Sant Jaume,
Per a dissenyar la casa consistorial es va inspirar en el Palau El Rincón de Aldea del Fresno, conegut pel rodatge de la serie de Televisión Española La Promesa.
L'any 1986 van començar les obres de reforma i ampliació de l'Ajuntament amb la conversió de l'edifici annex de Can Pau com a oficines municipals, durant les obres es va trobar una bomba de la Guerra Civil que la policía va haver de desactivar, la bomba estava just a sobre del despatx de l'alcaldessa Rosa Martí.

## El Rellotge
En la façana de l'ajuntament sota l'escut hi ha un símbol emblemàtic pel poble, el rellotge de torre.

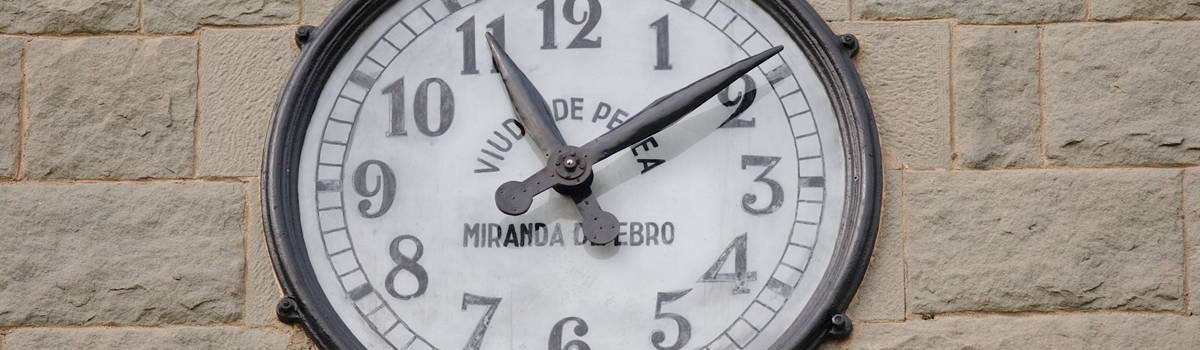
Detall del rellotge de la façana de l'ajuntament de Parets.

L'any 1949 l'alcalde Joaquim Gorina va encarregar a la fundició Viuda de Ángel Perea de Miranda d'Ebro la construcció d'un rellotge amb el sistema Morez, i corda per a vuit dies, l'escollit va ser el rellotge número 5, amb una esfera de 110 mm de diàmetre, amb la numeració decimal gravada en negre, amb un marc de ferro forjat, tot el sistema d'engranatges es fet de bronze. Per al toc de les hores es va decidir d'aprofitar les campanes de l'antiga església que es van instal·lar a la part més alta de l'ajuntament i es va demanar la construcció de 2 martells i engranatges per a que toquessin les hores i els quarts. Tot plegat el rellotge va costar vint mil cinquanta pessetes de l'època.
Per al muntatge van enviar un operari que es va allotjar a l'hostal de Can Boter, i els operaris de Can Ferro van ajudar a muntar-lo, una de les rodes dentades es va haver de fer nova i es l'única peça que no es de bronze. El rellotge va arribar a Parets en tren, i molts paretans van anar a rebre'l a l'estació.
L'any 1986 es va reformar l'ajuntament i es va decidir de reparar el rellotge ja que de tant en tant es retardava, i es van canviar rodes desgastades i es va implementar un nou sistema per al sistema de càlcul dels segons, això va fer que aquest rellotge sigui únic en el món.
Durant anys a estat un símbol del poble, per la festa major es representa un escena teatral en honor del rellotge.